# Wolfgang Sachs

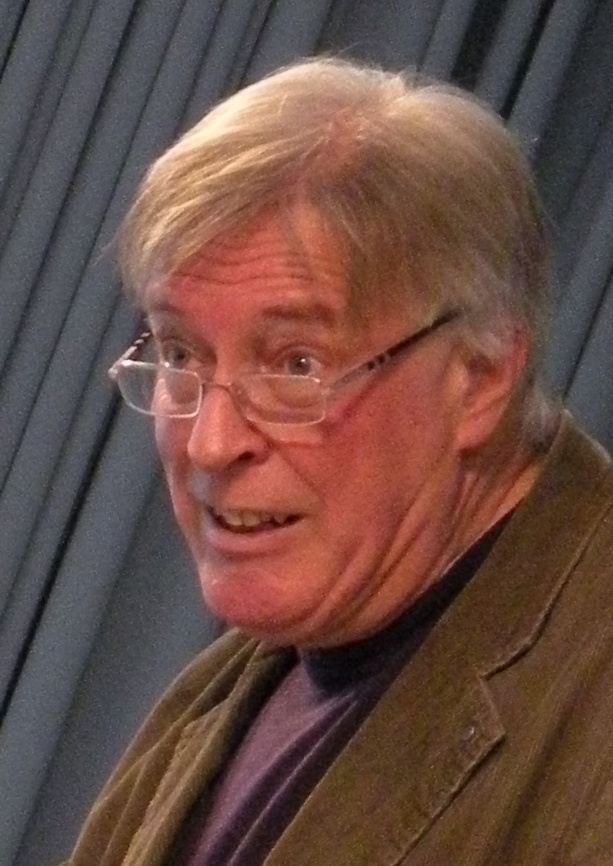
Wolfgang Sachs, 2010

Wolfgang Sachs (* 25. November 1946 in München) ist Forscher, Hochschullehrer und Publizist im Themengebiet Umwelt-Entwicklung-Wirtschaft.

## Biographie
Sachs studierte Soziologie und Katholische Theologie in München, Tübingen und Berkeley. 1971 schloss er das Magisterstudium im Fach Soziologie ab, 1972 erlangte er den Grad eines Diplom-Theologen. Drei Jahre später promovierte er zum Dr. rer. soc. mit einer Arbeit zur „Entschulung des Lernens“.
Nach Tätigkeiten als wissenschaftlicher Assistent in Berlin (1975–1984), insbesondere im Forschungsprojekt Energie und Gesellschaft (1980–1984) sowie bei der Society for International Development in Rom war er von 1987 bis 1990 Visiting Professor an der Pennsylvania State University und von 1990 bis 1993 am Kulturwissenschaftlichen Institut in Essen tätig.
1993 bis 2011 forschte und publizierte er am Wuppertal Institut für Klima, Umwelt, Energie, zuletzt als Leiter des Berliner Büros. Überdies war er von 1993 bis 2001 Aufsichtsratsvorsitzender von Greenpeace Deutschland, und von 1999 bis 2001 Lead Author beim Intergovernmental Panel on Climate Change (IPCC). Weiterhin war er von 2003 bis 2011 Vorsitzender des Wissenschaftlichen Beirats der jährlichen Messe „Terra Futura“ in Florenz und von 2009 bis 2016 Co-Koordinator der Spiekerooger Klimagespräche. Er ist seit 2008 einer der beiden Kuratoren der „Toblacher Gespräche“.
Sachs war außerdem von 2005 bis 2015 Mitglied im Club of Rome sowie von 1993 bis 2010 Dozent am Schumacher College in England und Honorarprofessor an der Universität Kassel.
Seine wissenschaftlichen Arbeiten als Kultur- und Sozialwissenschaftler befassen sich mit der ökologischen Krise der Moderne, und zwar im Norden wie im Süden der Welt:
- Zum einen legte er im Jahr 1984 mit Die Liebe zum Automobil. Ein Rückblick in die Geschichte unserer Wünsche. ein Buch zur Mentalitätsgeschichte des Autos in ökologischer Absicht vor. Er ist Vordenker der wachstumskritischen Debatte um Suffizienz und Postwachstum[1], die auf die Notwendigkeit einer Verringerung des Verbrauchs hinweist, weil „bloße Effizienzsteigerungen“ nicht ausreichend seien.[2][3] Für einen genügsamen Lebensstil solle man sich laut Sachs an den „vier E’s“ orientieren: Entschleunigung, Entflechtung, Entkommerzialisierung und Entrümplung. Entschleunigen bezieht sich darauf, sich dem ständigen Fortschrittgedanken zu entziehen und die Gemächlichkeit wiederzuentdecken. Wachstum und Wohlstand sollen durch die Förderung von Regionalökonomien entflochten werden. Entkommerzialisierung bezieht sich darauf, das Bruttoinlandsprodukt als Wohlstandsindikator abzulösen und auch außerhalb der Marktes erbrachte Leistungen wie „Commons“ zu erfassen, die das „eigentliche Fundament der Wertschöpfung“ seien. Das vierte E steht für Entrümpelung und fordert einen einfacheren Lebensstil und nachhaltigen Konsum.[3] Er erkundete neue Wohlstandsmodelle mit stark vermindertem Naturverbrauch, arbeitete zur Entschleunigung, Commons und zur Lebenskunst.[4] Er war ein Hauptautor der Bücher Zukunftsfähiges Deutschland  (1996) und Zukunftsfähiges Deutschland  in einer globalisierten Welt (2008).

- Zum anderen gab er 1992 bei Zed Books, London, The Development Dictionary: A Guide to Knowledge as Power heraus, einen für die Postdevelopment-Schule zentralen Sammelband, der in zahlreiche Sprachen übersetzt wurde. Die Autoren verwarfen die Idee der „nachholenden Entwicklung“, auch die Idee der „nachhaltigen Entwicklung“ wird kritisch gesehen, wenn sie mit dem Dogma des wirtschaftlichen Wachstums verbunden ist. Sachs führt dies mit seinen Arbeiten zur Globalisierung[5] fort, insbesondere mit den Büchern Planet Dialectics und Fair Future. Zudem sind Ergebnisse der Expertenpanels, The Jo'burg Memo und Slow Trade – Sound Farming, davon geprägt. Jüngst beschäftigt er sich mit Papst Franziskus und dessen Blick auf die Welt[6].

## Schriften
- Ein Schulzwang und soziale Kontrolle. Argumente für eine Entschulung des Lernens. Diesterweg, Frankfurt am Main 1976. Auch auf Italienisch erschienen.
- Die Liebe zum Automobil. Ein Rückblick in die Geschichte unserer Wünsche. Rowohlt, Reinbek 1984. Auch auf Englisch und Japanisch erschienen.
- Zur Archäologie der Entwicklungsidee. IKO, Frankfurt 1992. Auch auf Englisch, Französisch, Italienisch erschienen.
- Die vier E’s: Merkposten für einen maßvollen Wirtschaftsstil. In: Politische Ökologie. 11/33, 1993. Erstens Entschleunigung als das rechte Maß für die Zeit, zweitens Entflechtung als das rechte Maß für den Raum, drittens Entkommerzialisierung für den Wohlstand jenseits des Marktes und viertens Entrümpelung hin zu einer Politik des Weniger.
- (Hrsg.): The Development Dictionary. A Guide to Knowledge as Power. Zed, London 1992. Deutsch: Wie im Westen so auf Erden. Ein polemisches Handbuch zur Entwicklungspolitik. Rowohlt,  Reinbek 1993. Auch auf Spanisch, Italienisch, Indonesisch, Japanisch, Thai, Persisch, Portugiesisch, Serbisch, Türkisch erschienen.
- (Hrsg.): Global Ecology: A New Arena of Political Conflicts. Zed, London 1993. Deutsch: Der Planet als Patient. Über die Widersprüche globaler Umweltpolitik. Birkhäuser, Basel 1994.
- (Mitautor): Zukunftsfähiges Deutschland. Hrsg. BUND und Misereor. Birkhäuser, Berlin/Basel 1996. Auch auf Englisch, Italienisch, Japanisch erschienen.
- Planet Dialectics: Explorations in Environment and Development. Zed, London 1999. Reprint 2015. Deutsch: Nach uns die Zukunft. Der globale Konflikt um Gerechtigkeit und Ökologie. Brandes & Apsel, Frankfurt am Main 2002. Auch auf Japanisch erschienen.
- (Hrsg.): The Jo'burg Memo – Fairness in a Fragile World. Hrsg. Heinrich-Böll-Stiftung. Berlin, 2002. Deutsch: Das Jo'burg Memo. Ökologie – Die neue Farbe der Gerechtigkeit. Erschienen in weiteren 14 Sprachen.
- mit Tilman Santarius et al.: Fair Future. Begrenzte Ressourcen und globale Gerechtigkeit. Ein Report. Beck, München 2005. Auch auf Englisch, Italienisch, Spanisch und Koreanisch erschienen.
- mit Tilman Santarius et al.: Slow Trade – Sound Farming. A Multilateral Framework for Sustainable Markets in Agriculture. Hrsg. Heinrich-Böll-Stiftung und Misereor. Aachen 2007. Deutsch: Slow Trade – Sound Farming. Handelsregeln für eine global zukunftsfähige Landwirtschaft. Auch auf Spanisch, Französisch, Arabisch, Tschechisch erschienen.
- (Mitautor); Zukunftsfähiges Deutschland in einer globalisierten Welt. Hrsg. Brot für die Welt, eed und BUND. Fischer, Frankfurt am Main 2008. Auch auf Italienisch erschienen.
- mit Silke Helfrich, Rainer Kuhlen, Christian Siefkes: Gemeingüter-Wohlstand durch Teilen. Heinrich-Böll-Stiftung, Berlin 2010. Auch auf Englisch, Französisch und Flämisch erschienen.
- Das Development Dictionary im Rücklblick. In: Ashish Kothari et al. (Hrsg.): Pluriversum. Ein Lexikon des guten Lebens für alle. AG SPAK Bücher, Neu-Ulm 2023, ISBN 978-3-945959671, S. 17–21. Online verfügbar